# Three Smart Girls

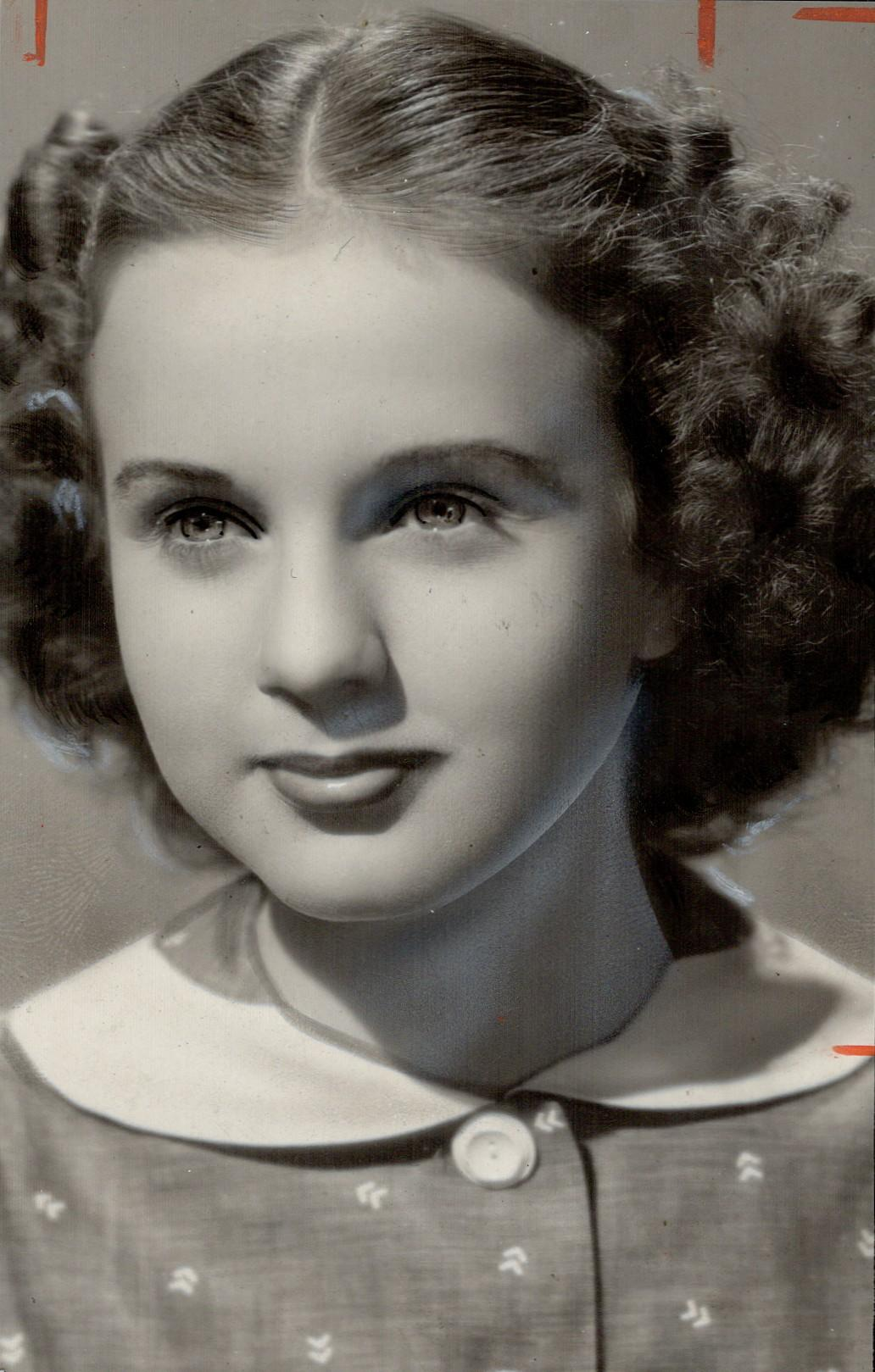
Retrat de Deanna Durbin (1939)

Three Smart Girls és una pel·lícula musical de la Universal dirigida per Henry Koster i protagonitzada per Barbara Read, Nan Grey i Deanna Durbin, que va fer el seu debut cinematogràfic amb 13 anys en aquesta pel·lícula. Està basada en un guió d’Adele Comandini, sobre tres germanes que viatgen a Nova York per impedir que el seu pare es torni a casar. Produïda per un cost de 326.000 dòlars, es va estrenar el 20 de desembre de 1936 obtenint un gran èxit i aconseguint uns beneficis de 1.635.000 dòlars. Com a conseqüència se’n van rodar dues seqüeles: “Three Smart Girls Grow Up” (1939) i “Hers to Hold“ (1943). La pel·lícula va ser nominada aquell any en tres categories dels Premis Oscar.

## Argument
Joan, Kay i Penny Craig marxen a Nova York des de Suïssa amb Martha, la seva majordoma, després que la seva mare les informi plorant que el seu pare, Judson Craig, un banquer de Nova York, es torna a casar. Judson es sorprèn quan rep el telegrama que l'informa de l'arribada de les seves filles, a les quals fa deu anys que no veu, i envia el seu secretari, Wilbur Lamb, a buscar-les al port i portar-les a la seva casa de Newport. Aleshores es troba per dinar amb la seva xicota, la caça-fortunes Donna Lyons, i li ho explica. Les noies arriben a l'apartament del pare sense l'ajuda de Wilbur, i confessen al majordom, Binns, que han vingut per impedir que pare es casi amb la Donna. Binns se n’alegra secretament i els explica on és el seu pare. Les noies hi van i provoquen un enrenou en entrar a l'elegant restaurant. Els seus crits d'alegria en veure Judson avergonyeixen Donna que no té cap interès per les criatures i Judson queda molt sorprès en veure com les seves filles s’han fet grans. Disgustada, Donna deixa el dinar i torna a casa amb la seva mare, que li diu que hauria d'haver afalagat les noies. Al sopar d'aquella nit, Donna segueix el consell de la seva mare, i encara que Penny és enviada a dormir d'hora, Donna entreté la resta amb una cançó. Arriba Bill Evans, el secretari de Judson, entra i li fa gràcia escoltar com Joan xiuxiueja a Kay crítiques sobre Donna. Penny mou el llit a dalt interrompent la cançó de Donna, i tot i que Judson puja a renyar-la acaba gaudint de la broma amb ella.
El renovat interès de Judson per les seves filles angoixa Donna i la senyora Lyons, que en privat li demanen que enviï les noies a casa immediatament. Judson accepta aquest pla de mala gana però es veu incapaç d'explicar la seva decisió a les seves filles després d'escoltar Penny com canta. Finalment Wilbur arriba ja de nit i explica a Judson que no ha pogut trobar les noies al moll per lo que l'acomiada. L'endemà, conxorxat amb les noies, Bill contracta el comte Arisztid, un alcohòlic i sense diners, perquè es faci passar per un aristòcrata ric i així allunyar Donna de Judson. Aquell vespre, el comte va a una sala de ball per trobar-se amb les noies tal com s'havien quedat, però es troba un vell amic i deixa caure la revista que havia de permetre a les noies identificar-lo a la seva arribada. La revista és recollida per Lord Michael Stuart, un ric banquer ric, que, sense que Kay en fos conscient, l'havia vist abans en un hotel i s'havia enamorat d'ella a primera vista. Kay confon Michael amb el compte i per complaure-la aquest segueix les seves instruccions per atraure a Donna. Organitza una trobada amb Donna per a l'endemà per dinar. Mentrestant el comte s'ha emborratxat i ha abandonat el club.
Al matí, Michael envia flors tant a Kay com a Donna. Li demana a la primera que vingui al seu apartament perquè necessitarà diners i instruccions sobre com comportar-se amb Donna. En realitat, Michael només la vol veure, i ella també s'està enamorant d'ell malgrat que encara creu que és un aturat. Michael i Kay van a passejar pel parc i no va a trobar Donna. Judson truca a Donna a casa i quan Mrs Lyons diu que la Donna està malalta, Judson li fa una visita sorpresa. La senyora Lyons intenta buscar excuses per a Donna, creient que està amb Michael al restaurant però de sobte apareix Donna, i Judson li proposa que es casin l'endemà a Atlantic City. La senyora Lyons fa que el casament s'anunciï a tots els diaris, i Joan i Penny li diuen abatudes a Bill que el comte ha estat massa ocupat coquetejant amb Kay per ser eficaç. Bill s'enfada i es baralla amb el comte ja que li acaba de donar més diners i no sap que és Michael, no el comte, qui ha estat treballant per a ells. Joan, preocupada li cura les ferides mentre que Kay corre a l'apartament de Michael creient que Bill l'ha ferit i aleshores s'adona que ell no és el comte. Això provoca que Kay s’enfada molt i marxa ja que el culpa del matrimoni imminent del seu pare. Michael es cita amb Donna de nou dient-li que va anar al restaurant equivocat. Li diu que la seva felicitat depèn d'ella i li regala dos bitllets per a un creuer en el qual ell també anirà.
Aquella nit, després d'haver escoltat que la senyora Craig arribarà aviat, Penny li diu entre llàgrimes a Judson que no pot suportar veure la seva mare infeliç i ell la consola amablement. Al matí, Penny ha fugit i Judson truca la policia. Quan li diu a Donna que el seu matrimoni s'ha d'endarrerir, la senyora Lyons comença a discutir amb ell, el que el porta a rescindir el compromís. Donna i la senyora Lyons arriben al vaixell just abans que marxi només per descobrir que Michael mai va tenir intenció d'unir-s'hi. La policia torna Penny a Judson i aquesta està encantada de saber que Donna ha marxat definitivament. Després que Michael arriba per demostrar el seu amor per Kay, tothom va a buscar la senyora Craig que desembarca i Penny mira amb aprovació com el senyor i la senyora Craig s'agafen de la mà.

## Cançons
En la pel·lícula s’interpretaven tres cançons: “My heart is singing” (de Bronisdau Kaper, Walter Jurmann i Gus Kahn) interpretada per Deanna Durbin, “Someone to care for me” (de Kaper, Jurmann i Kahn) interpretada per Binnie Barnes i represa per Deanna Durbin i “Il bacio” (de Luigi Arditi i Gottardo Aldighieri) interpretada de nou per Deanna Durbin.

## Repartiment
- Nan Grey (Joan)
- Barbara Read (Kay)
- Deanna Durbin ('Penny')
- Binnie Barnes (Donna Lyons)
- Charles Winninger (Judson Craig)
- Alice Brady (Mrs. Lyons)
- Ray Milland (Lord Michael Stuart)
- Mischa Auer (comte Arisztid)
- Ernest Cossart (Binns)
- Lucile Watson (Martha)
- John 'Dusty' King (Bill Evans)
- Nella Walker (Dorothy Craig)
- Hobart Cavanaugh (Wilbur Lamb)

## Premis i nominacions
| Premi        | Categoria            | Receptors           | Resultat |
| ------------ | -------------------- | ------------------- | -------- |
| Premis Oscar | Millor pel·lícula    | “Three Smart Girls“ | Nominat  |
| Premis Oscar | Millor so            | Homer G. Tasker     | Nominat  |
| Premis Oscar | Millor guió original | Adele Comandini     | Nominat  |